# Lago Heiden
El lago Heiden (en alemán: Heidensee) es un lago situado en el distrito de Mecklemburgo Noroccidental, en el estado de Mecklemburgo-Pomerania Occidental (Alemania), a una altitud de 37.8 metros; tiene un área de 24 hectáreas.